# Ictinos

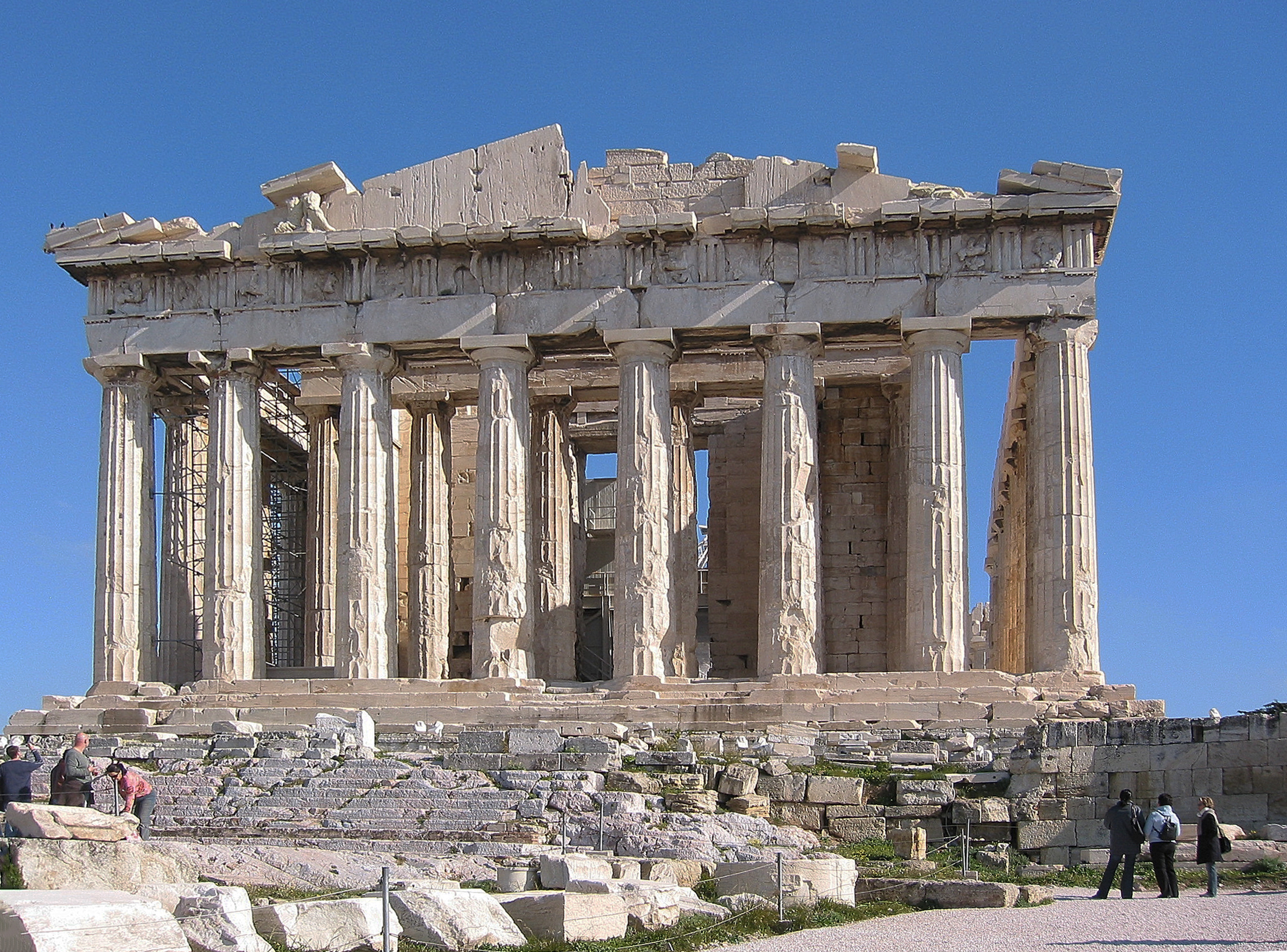
Ictinos foi um dos arquitetos que projetaram o Parthenóm.

Ictinos (/ɪkˈtaɪnəs/; em grego: Ἰκτῖνος, Iktinos) foi um arquiteto ativo em meados do século V a.C. Fontes antigas identificam Ictino e Calícrates como coautores do projeto do Partenon. Ele coescreveu um livro sobre o projeto – agora perdido – em colaboração com Cárpion.
Pausânias identifica Ictino como o arquiteto do Templo de Apolo em Bassas. Esse templo apresentava o estilo dórico no exterior, o estilo jônico no interior e incorporava uma coluna do estilo coríntio, a mais antiga conhecida, no centro traseiro da cella. Fontes também identificam Ictino como o arquiteto do Telestério em Elêusis, um enorme salão usado nos Mistérios Eleusinos.
Péricles também contratou Ictino para projetar o Telestério (Salão dos Mistérios) em Elêusis, mas seu envolvimento foi interrompido quando Péricles perdeu o poder. Três outros arquitetos assumiram o projeto. Parece provável que a reputação de Ictino tenha sido prejudicada por sua ligação com o governante deposto, pois ele é alvo de críticas por Aristófanes em sua peça As Aves, datada de cerca de 414 a.C. Nessa obra, o milhafre real ou ictinus – um trocadilho com o nome do arquiteto – não é descrito como uma nobre ave de rapina, mas como um animal necrófago que rouba sacrifícios dos deuses e dinheiro dos homens. Como nenhum outro autor clássico descreve a ave dessa maneira, é provável que Aristófanes tenha usado isso como uma crítica ao arquiteto.
O artista Jean Auguste Dominique Ingres pintou uma cena mostrando Ictino junto com o poeta lírico Píndaro. A pintura é conhecida como Píndaro e Ictino e está exposta na National Gallery, Londres.